# 런어웨이 버케이션
런어웨이 버케이션(RV, 다른 제목: RV - Runaway Vacation 또는 Runaway Vacation)은 2006년 개봉한 미국의 코미디 영화이다. 2006년 4월 28일 미국에서 소니 픽처스 릴리싱을 통해 개봉되었다. 비평가들로부터 부정적인 평가를 받았으며 5천만 달러의 예산 대비 전 세계적으로 8,750만 달러의 수익을 올렸다.

## 줄거리
성공한 음료 회사 임원인 밥 먼로는 자기중심적인 상사의 변덕과 물질주의적인 아내 제이미, 톡 쏘는 십대 딸 캐시, 자신감 넘치는 아들 칼까지, 불만이 많은 가족 구성원들 사이에서 어려움을 겪는다. 하와이 여행을 약속했지만, 상사의 압박 때문에 콜로라도 볼더에서 열리는 회의에 참석해야만 하는 상황에 놓인다. 밥은 가족에게 진실을 숨긴 채, 하와이 대신 콜로라도 로키 산맥으로 캠핑카 여행을 떠나자고 제안한다. 그의 실제 목적은 볼더에서 몰래 회의에 참석하는 것이다.
여행은 시작부터 삐걱거린다. 밥은 캠핑카 운전이 서툴러 여기저기 부딪히고 주차 브레이크를 망가뜨린다. 네바다에서 캠핑하는 동안에는 화장실 막힘 문제를 해결하느라 곤욕을 치르고, 침입한 너구리들을 쫓아내기 위해 악취탄을 사용하기도 한다. 여행 도중에는 캠핑카 가족인 고닉스 가족과 여러 번 마주치는데, 그들은 친절하지만 다소 지치는 존재들이다.
콜로라도에 가까워질수록 먼로 가족은 점점 더 가족으로서 유대감을 느끼고 주변 자연의 아름다움을 즐기게 된다. 볼더에 가까워지자 밥은 배탈이 난 척하고 가족들에게 하이킹을 보낸 후 혼자 회의에 참석한다. 회의는 순조롭게 진행되지만, 돌아오는 길에 교통 체증에 갇힌 밥은 캠핑카를 몰고 험난한 4륜 구동 도로를 지나가야 한다. 간신히 가족에게 돌아오지만 캠핑카는 심하게 파손된다.
상사는 다음날 재차 프레젠테이션을 요구하지만, 캠핑카의 주차 브레이크 고장으로 캠핑카가 호수로 굴러 들어간다. 밥의 실수로 가족들은 그의 숨겨진 의도를 알게 되고, 가족을 위해 일자리를 잃을까 두려워했던 밥은 가족들에게 비난받는다. 밥은 침수된 캠핑카에서 자전거를 꺼내 혼자 회의에 가려 한다. 고닉스 가족이 나타나 먼로 가족을 태워주고, 밥은 가족과 화해한다. 고닉스 가족은 먼로 가족을 회의장으로 데려다준다. 
회의장에서 밥은 인수 계획을 발표하려 하지만, 결국 상사의 기업 인수 계획이 회사를 망칠 것이라는 것을 깨닫고 독립을 장려하는 연설을 한다. 상사는 밥을 해고하지만, 밥은 사표를 던진다. 집으로 돌아가는 길에 파손된 캠핑카는 경찰에게 제지당하고, 그 자리에서 음료 회사로부터 회사 확장을 책임지는 일자리를 제안받는다. 하지만 캠핑카의 주차 브레이크가 다시 고장나면서 경찰차와 회사 소유주의 차를 들이받는다.

## 캐스팅
- 로빈 윌리엄스 - Bob Munro
- 제프 대니얼스 - Travis Gornicke
- 셰릴 하인스 - Jamie Munro
- 크리스틴 체노웨스 - Mary Jo Gornicke
- 조시 허처슨 - Carl Munro
- 조조 - Cassie Munro
- 헌터 패리시 - Earl Gornicke